# Dora Maar au chat
 (février 2024).
Si vous disposez d'ouvrages ou d'articles de référence ou si vous connaissez des sites web de qualité traitant du thème abordé ici, merci de compléter l'article en donnant les références utiles à sa vérifiabilité et en les liant à la section « Notes et références ».
Dora Maar au chat est un tableau de Pablo Picasso réalisé en 1941 au plus fort de la relation entre Picasso et sa muse Dora Maar, qui avait duré de 1935 à 1945. Ce grand portrait est considéré comme une des œuvres magistrales du peintre.

## Description

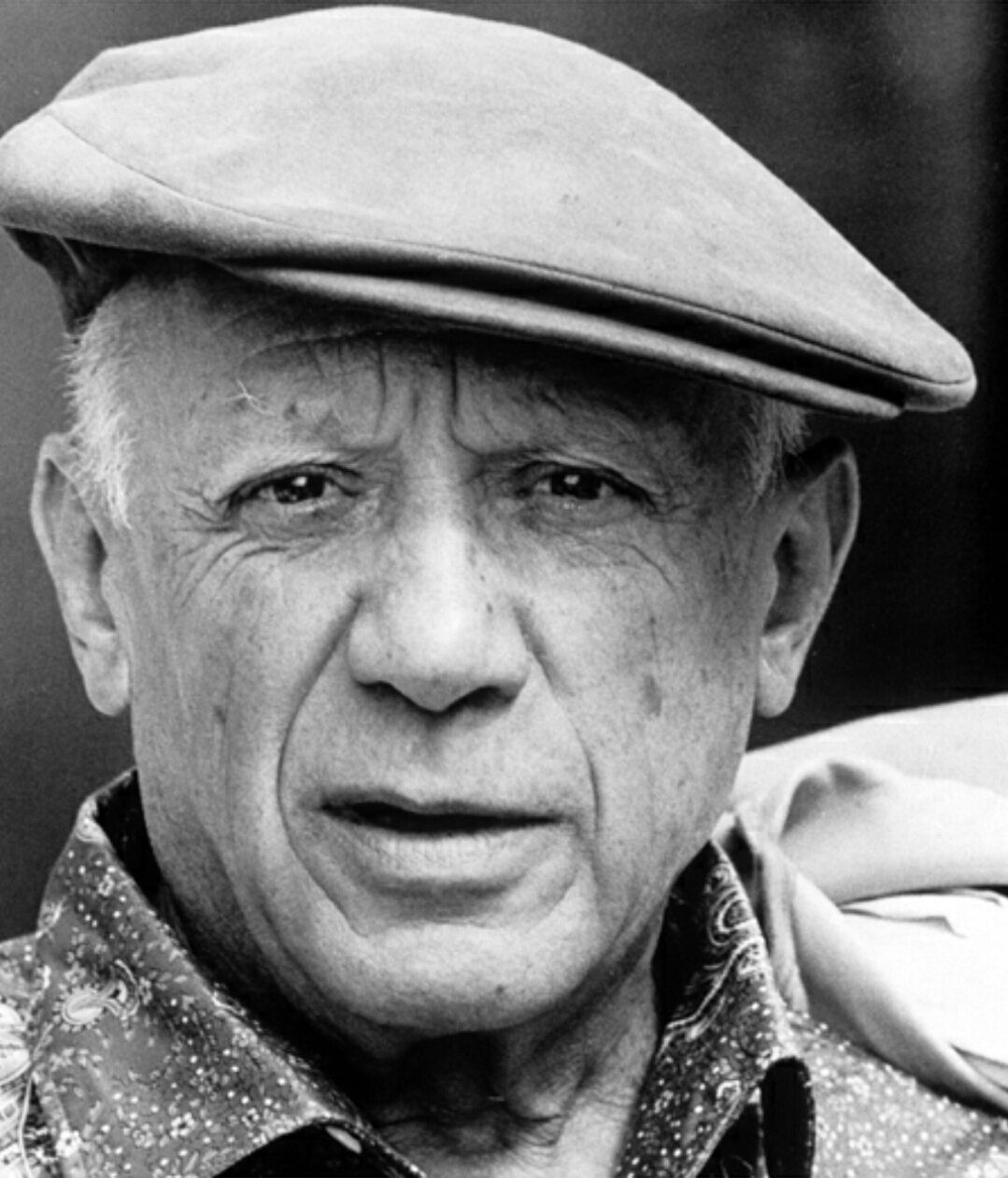
Pablo Picasso

Dora Maar au Chat est une œuvre emblématique de l'artiste espagnol Pablo Picasso, peinte en 1941 pendant sa période surréaliste. Ce tableau, d'une dimension de 128 x 95 cm, présente une composition intrigante mettant en scène Dora Maar, une photographe et amante de Picasso, assise sur une chaise avec un chat noir à ses côtés.
L'utilisation caractéristique du style cubiste de Picasso se manifeste à travers la déconstruction et la recomposition des formes. Les couleurs sombres, les lignes angulaires et les formes déformées contribuent à créer une atmosphère complexe et émotionnelle. Certains interprètent le chat comme un symbole de mystère, tandis que d'autres voient la représentation de Dora Maar comme exprimant la détresse.
Ce tableau, exposé au MoMA (Museum of Modern Art) à New York, a suscité des discussions approfondies sur la relation tumultueuse entre l'artiste et Dora Maar. Leurs liens passionnels et tourmentés sont capturés avec intensité dans cette œuvre, offrant une exploration fascinante des thèmes de l'amour, de la douleur et de la créativité artistique.
Dora Maar au Chat demeure un témoignage puissant de l'expression artistique de Picasso et de sa capacité à transcender les frontières conventionnelles de la représentation visuelle.

## Vente aux enchères
Jamais vu depuis 40 ans, il a été vendu aux enchères le 3 mai 2006 chez Sotheby's à New York pour 101,8 millions de dollars. Il frôle ainsi le record d'une œuvre de Picasso jusque-là détenu par Garçon à la pipe cédé, également à New York, 118,9 millions de dollars en mai 2004.